# سیارک ۲۹۴۸۴
سیارک ۲۹۴۸۴ (به انگلیسی: 29484 Honzavesely، نامگذاری:1997VJ6) بیست و نه هزار و چهارصد و هشتاد و چهارمین سیارک کشف شده‌است که در ۹ نوامبر ۱۹۹۷ کشف شد.